# 칠곡 계모 아동학대 사망 사건
칠곡 계모 아동학대 사망 사건은 계모가 의붓딸을 마구잡이로 폭행하여 숨지게 한 혐의로 계모와 친아버지가 구속기소된 사건이다.
2014년 5월 24일, SBS 그것이 알고 싶다 제작진이 『새엄마를 풀어주세요- 소녀의 이상한 탄원서』 제목으로 사건에 대해 보도했다.
2019년 5월 22일, 사건을 모티브로 한 영화 '어린 의뢰인'이 개봉하였다.

## 개요
의붓어머니 임씨는 2013년 8월 14일 오후 의붓딸 A양(사망 당시 만 8세)을 때린 뒤 복통을 호소하는 데도 병원에 데려가지 않아 장간막 파열에 따른 복막염으로 숨지게 한 혐의 등으로 구속 기소됐다. 또한 A양 언니(만 12세)에게 동생을 죽였다는 허위 진술을 강요하게 하여 공범으로 기소되게 하였으며, 추가 수사 과정에서 A양 언니는 공범이 아닌 피해자로 밝혀졌다. 임씨는 A양 언니에게 말을 듣지 않는다며 세탁기에 가둬 돌리고, 성추행과 욕조에 가둬 물고문을 하였다. 또한 친아버지 김모씨는 범행에 가담한 혐의로 함께 구속 기소되었다. 또 숨진 A양 장례식 지원비를 문의하러 군청에 갔으나 사회복지 공무원 측은 장례식 지원비는 소득과 일정한 직업이 없는 기초생활수급자만 지급 하도록 되었으니 본인이 신청할 수 없다라는 결론을 내려 임씨는 빈손으로 돌아갔다. 이를 수상이 여긴 칠곡군청 직원은 경찰에 수사 의뢰를 해 계모 임모씨를 체포하였고, 수사중인 친아버지 김모씨가 숨진 딸의 통장에서 400만원을 내어달라며 군청 은행에 찾아간 것을 알게 된 김 모 양 고모는 군청에 전화를 걸어 돈을 찾지못하게 해달라는 부탁을 하였다. 결국 친아버지 김모씨 돈은 한푼도 받지 못하고 돌아서게 되었고 불구속 입건되어 재판 하였고 법정구속되었다.

## 재판 과정
임씨 부부는 A양을 학대해 숨지게 한 혐의(상해치사죄)로 기소되어 2014년 4월, 징역 10년과 징역 3년을 각각 선고받았다. 또한 A양의 언니를 학대한 혐의로 추가 기소된 사건에서는 같은해 11월 징역 9년과 징역 3년을 추가로 선고받았다.
2015년 대구고법 제1형사부에서 항소심 재판이 진행되고 있으며, 검찰은 징역 35년을 구형했다. 결론은 대구고법 제1형사부(부장판사 이범균)는 계모 임모씨에게 자녀를 장애로 만들어 사회 지장이 있게 만들은 점, 정상적인 복지 방해 및 교란, 발달 지연으로 폭행을 해 숨지게 하는 점, 그리고 장례식 지원비 신청하러 군청 사회복지과에 찾은 점, 공무원에게 업무방해를 한 점을 고려해 숨지는 사실을 알고 있었다. 라며 살인죄를 면제 대신 상해치사죄를 적용하였으며 15년으로 감형하였다. 또 학대 방관하고 자녀들을 보호 하지 않은 친아버지 김모씨는 4년형을 선고하였다. 하지만 피고 계모 임모씨 와 친부 김모씨는 형량에 부당하여 대법원 전원합의체에 상고 신청하였다. 대법원은 피고 계모 임씨 징역 15년 성폭력치료 프로그램 이수와 학대 교사 및 방조를 한 친부 김씨에게 징역 4년의 원심을 확정하여 검사의 상고를 기각을 하였고 이 학대사건 재판은 종결되었다.

## 관련 작품
- 영화 : 《어린 의뢰인》

## 유사 사건
- 지향이 사건
- 천안 계모 아동학대 사망 사건
- 창녕군 소녀 학대 사건
- 노다 소학교 4학년 여아 학대 사건
- 오사카 아동 방치 살해 사건
- 정인이 사건